# 苏家庄乡
苏家庄乡，是中华人民共和国河北省石家庄市平山县下辖的一个乡镇级行政单位。

## 行政区划
苏家庄乡下辖以下地区：
苏家庄村、山门村、乱泉村、封家沟村、缑家庄村、树石村、张家庄村、十里沟村、韩丁村、水峪村、赵家庄村、下东峪村、上东峪村、西红岭北村和东红岭北村。